# Mazapa de Madero
Mazapa de Madero är en kommun i Mexiko.   Den ligger i delstaten Chiapas, i den sydöstra delen av landet, 900 km sydost om huvudstaden Mexico City.
Följande samhällen finns i Mazapa de Madero:
- Granados Talcanaque
- Libertad Frontera
- Valle Obregón
- Villa Hidalgo
- Hidalgo Tocanaque
- Verdad del Triunfo
- El Nuevo Poblado
- Nueva Independencia
- Bacantón Altamirano
- Toquín
- Cambil
- Paraíso
- Tierra Blanca
- Ojo de Agüita
- Revolución Mexicana
- Colina Victoria
- Nueva Unión
- San José
- El Mango
- Santa Rosa